# Kōbe
Kōbe (japanisch 神戸市, -shi) ist eine Großstadt in Japan auf der Insel Honshū. Die Stadt ist Sitz der Präfekturverwaltung von Hyōgo und hat einen der größten Seehäfen Japans. Die moderne, internationale Stadt bildet mit Osaka und Kyōto (Keihanshin) und kleineren Städten das Herz der Kansai-Gegend. Kōbe ist eine der ersten designierten Großstädte von 1956.

## Geographie

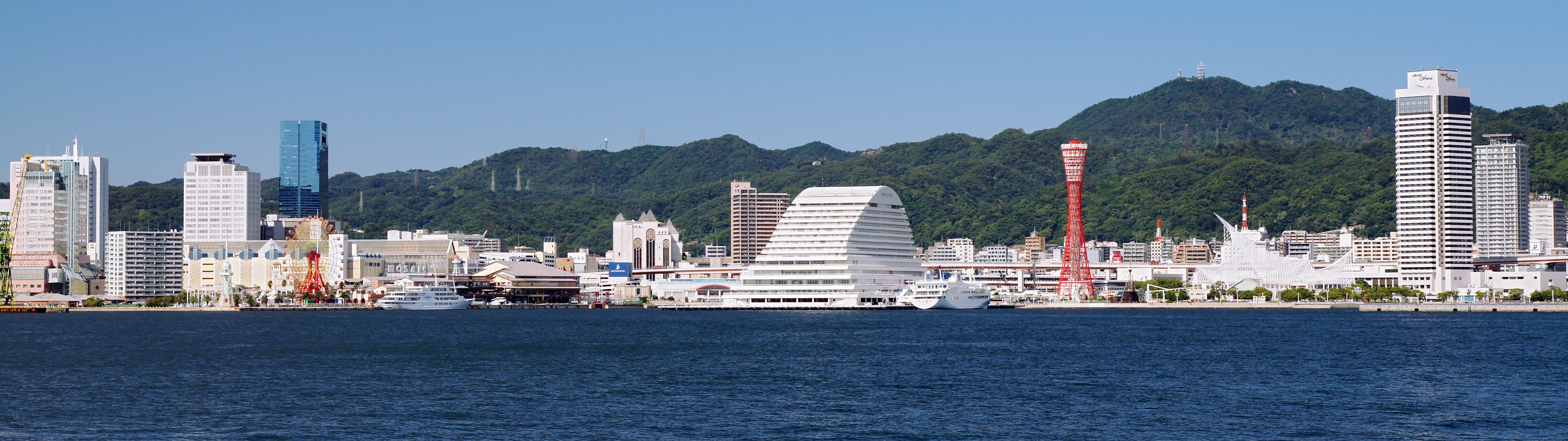
Skyline von Kōbe

### Geographische Lage
Kōbe liegt auf der nördlichen Seite der Bucht von Ōsaka (siehe auch Seto-Inlandsee). Das Stadtgebiet wird durch den Rokkō-Bergrücken (Höhe bis 931 m) in ein dicht besiedeltes Band (ca. 40 km lang und 2–7 km breit) direkt an der Küste und einen eher ländlichen Teil im Norden (Stadtbezirke Kita-ku und Nishi-ku) mit sogenannten New Towns (Satellitenstädte) geteilt. Die Stadt geht nahtlos in die benachbarten Städte Akashi im Westen und Ashiya im Osten über und ist damit Teil des großen urbanen Kōbe-Osaka-Kyōto-Ballungsraumes. Aufgrund der natürlichen Barriere auf der Landseite der Stadt hat man, wie auch in den anderen an die Bucht angrenzenden Städten, schon vor langer Zeit begonnen, durch künstliche Aufschüttungen dem Meer Land abzugewinnen. Beispiele hierfür sind die künstlichen Inseln Port Island, Rokkō Island sowie der neue Flughafen von Kōbe.
Mehrere kleine Flüsse durchqueren das Stadtgebiet von Kōbe auf ihrem Weg vom Rokkō zum Meer.
Größere natürliche Süßwasserflächen sind nicht vorhanden, in den Bergen aber kann man einige Stauseen finden. Der größte davon ist der Tsukuhara-ko im Bezirk Nishi-ku.

### Geologie
Vor der Ostküste Japans treffen drei Kontinentalplatten (Eurasische Platte, Philippinische Platte und Pazifische Platte) aufeinander. Wie in ganz Japan gibt es auch in der Gegend von Kobe mehrere seismisch aktive Verwerfungen.
Bereits am 22. Mai Jahr 1925 erschütterten mehrere heftige Erdstöße die Region. Das Zentrum des Bebens lag allerdings bei dem Fischerdorf Toyo-oka, das vollkommen zerstört wurde und rund 5000 Menschen in den Tod riss.
Nach etwa 70 Jahren relativer Ruhe im zentralen Gebiet von Kinki ereignete sich am 17. Januar 1995 um 5:46 Uhr Ortszeit ein Erdbeben der Stärke 7,2 der Richterskala (Mj7,3 auf der neuen JMA-Magnituden-Skala). Dadurch kam es zu Erschütterungen mit einer maximalen Intensität von 7 auf der in Japan weit verbreiteten JMA-Skala. Das Epizentrum lag nahe der Stadt in der Akashi-Meerenge, so dass der Abstand der Pfeiler der damals im Bau befindlichen Akashi-Kaikyō-Brücke durch das Beben um fast einen Meter vergrößert wurde. Infolge des Bebens starben 6.433 Menschen, 43.792 wurden verletzt und 300.000 wurden obdachlos. Weite Flächen der Stadt wurden zerstört. Die Schäden waren die bisher größten bei einem Erdbeben (nach Schätzungen ca. 100 Milliarden €), auch die Hanshin-Autobahn, eine damals als erdbebensicher geltende Autobahn, brach zusammen. Weil das Beben neben der Stadt Kōbe auch die Hanshin-Region betraf, wird es auch das große Hanshin-Erdbeben (beziehungsweise das Hanshin-Awaji-Erdbeben) genannt.

### Stadtgliederung
Kōbe gliedert sich als designierte Großstadt in neun Stadtbezirke:
| Nr. | Code mit Prüfziffer | Name                     | Name   | Fläche (in km²) | Bevölkerung  | Bevölkerung | Bev.-dichte (Ew./km²) |
| Nr. | Code mit Prüfziffer | lat.                     | jp.    | 1. Januar 2023  | 1. März 2021 | 01.10.2015  | 01.10.2015            |
| --- | ------------------- | ------------------------ | ------ | --------------- | ------------ | ----------- | --------------------- |
| 9   | 28101-8             | Higashinada-ku           | 東灘区 | 34,03           | 213.309      | 213.634     | 6279,66               |
| 8   | 28102-6             | Nada-ku                  | 灘区   | 32,66           | 136.255      | 136.088     | 4166,81               |
| 6   | 28105-1             | Hyōgo-ku                 | 兵庫区 | 14,67           | 106.832      | 106.956     | 7285,83               |
| 5   | 28106-9             | Nagata-ku                | 長田区 | 11,36           | 93.963       | 97.912      | 8619,01               |
| 4   | 28107-7             | Suma-ku                  | 須磨区 | 28,93           | 157.274      | 162.468     | 5615,90               |
| 3   | 28108-5             | Tarumi-ku                | 垂水区 | 28,11           | 214.016      | 219.474     | 7807,68               |
| 2   | 28109-3             | Kita-ku („Bezirk Nord“)  | 北区   | 240,29          | 210.261      | 219.805     | 914,75                |
| 7   | 28110-7             | Chūō-ku („Bezirk Mitte“) | 中央区 | 28,99           | 143.315      | 135.153     | 4665,27               |
| 1   | 28111-5             | Nishi-ku („Bezirk West“) | 西区   | 138,01          | 237.968      | 245.782     | 1780,90               |
|     | 28100-1             | Kōbe-shi („Stadt Kōbe“)  | 神戸市 | 557,05          | 1.513.193    | 1.537.272   | 2759,81               |

Anmerkungen:
1. 1 2  Der nördliche Stadtbezirk Nishi wurde am 1. August 1982 vom Stadtbezirk Tarumi abgespalten.
2. ↑  Der zentrale Stadtbezirk Chūō wurde am 1. Dezember 1980 aus den beiden (aufgelösten) Stadtbezirken Fukiaki (1980: 63.516 Ew.) und Ikuta (51.813 Ew.) gebildet.

### Klima

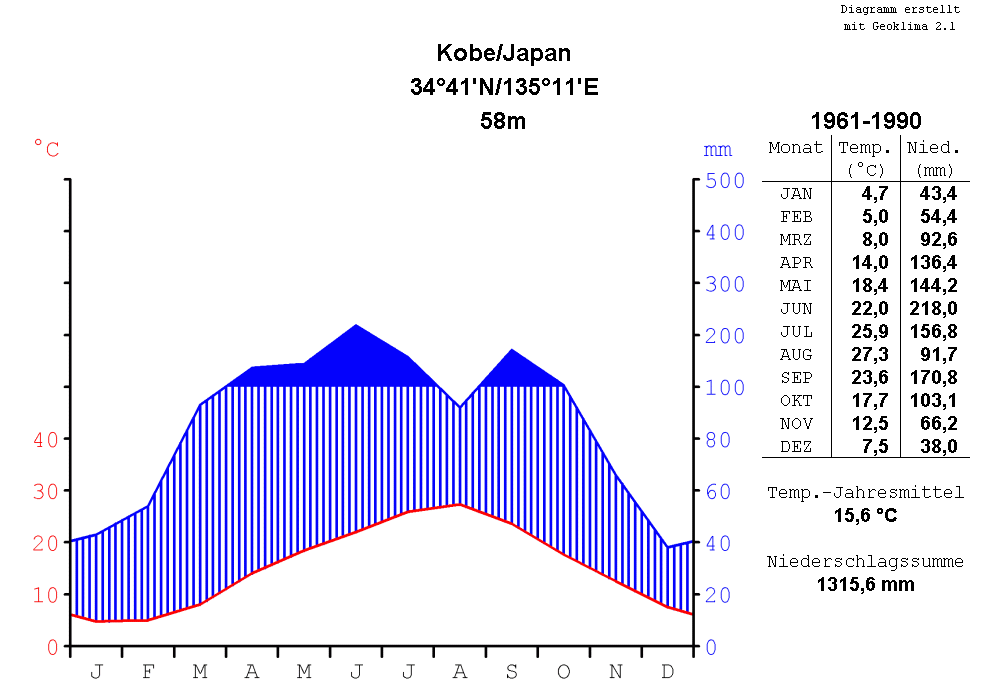
Klimadiagramm von Kobe

Kōbe liegt in der subtropischen Klimazone mit vollhumidem Klima. Die durchschnittliche Jahrestemperatur liegt bei ca. 16 Grad Celsius. Die wärmsten Monate sind der Juli und August mit einer Durchschnittstemperatur von etwa 27 Grad Celsius. Die kältesten Monate sind Januar und Februar mit fünf Grad Celsius im Mittel.
Die mittlere Jahresniederschlagsmenge beträgt ca. 1.316 Millimeter. Der meiste Niederschlag fällt in der Regenzeit im Juni (durchschnittlich 218 mm) und im September (durchschnittlich 170 mm), der wenigste dagegen im Dezember mit nur 38 Millimeter im Mittel. Im September beginnt die Taifunsaison, die für die spätsommerlichen Starkniederschläge verantwortlich ist.
Die relativ hohe Luftfeuchtigkeit (im Mittel 68 Prozent) macht vor allem im Sommer ziemlich zu schaffen. Von Juni bis September liegt die durchschnittliche relative Feuchte zwischen 70 und 80 Prozent.

## Geschichte
Es wird vermutet, dass sich der Name Kōbe vom gleich geschriebenen Kambe ableitet. Kambe waren bestimmte Familien, die ihre gesamten Steuern einem bestimmten Schrein entrichten mussten – hier dem Ikuta-Schrein. Diese Kambe-Ansiedlung Kambe-mura soll dann im Laufe der Zeit als Kōbe-mura ausgesprochen worden sein.
Der Hafen von Kōbe hat sich durch seine gute Lage schon früh entwickelt. In der Nara-Zeit (710–784 n. Chr.) legten am Owada no Tomari Handelsschiffe aus China und anderen Ländern an. Schon seit die Hauptstadt für kurze Zeit von Heian-kyō nach Fukuhara-kyō im heutigen Hyōgo-ku verlegt worden war, wurden hier vermehrt militärische Konflikte (vor allem zwischen den Heike und den Genji) ausgetragen, so z. B. die Schlacht von Ichi-no-Tani im Jahre 1184.
Später entwickelte sich der Hafen weiter zu einem der wichtigsten in Japan. Es wird erzählt, dass der berühmte Reichseiniger Toyotomi Hideyoshi oft hierher kam, um die heißen Quellen des Arima Onsen zu besuchen.
In der Edo-Zeit (1603–1867) wurde der heutige Bezirk Nada-ku bekannt für seine Sake-Brauereien. Noch heute kommt der größte Teil der japanischen Sake-Produktion von dort.

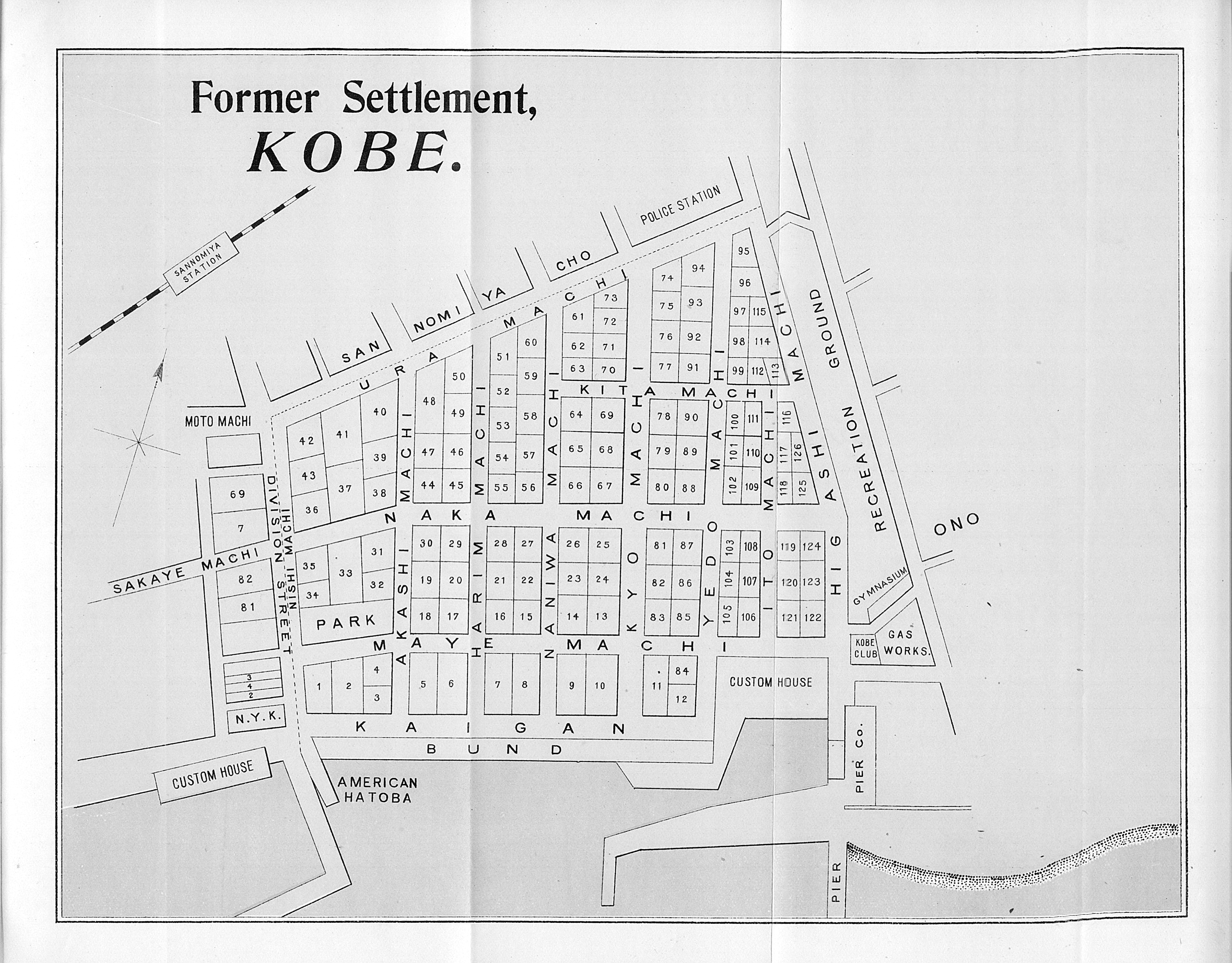
Karte des nach dem Vertrag von Kanagawa eingerichteten Ausländerviertels

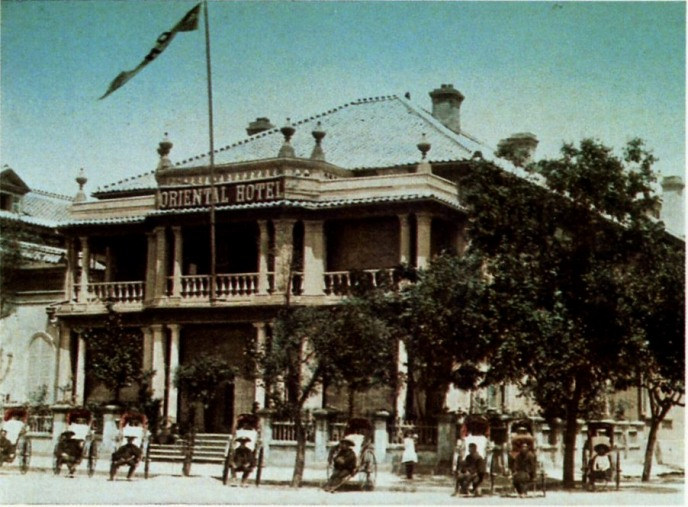
Das 1870 eröffnete Oriental Hotel in der US-europäischen Konzession um 1882

Als sich Japan unter dem Druck Amerikas in der Meiji-Restauration der Welt öffnete, fiel 1868 der Startschuss für die Entwicklung Kōbes zu einer internationalen Hafenstadt. Viele Amerikaner und Europäer kamen nach Kōbe und etablierten sich im heutigen Kyū kyoryū-chi (ehemalige ausländische Siedlung) in der Nähe des Hafens und in Kitano. Durch die vielen Händler kamen so westliche Waren und westliche Kultur nach Japan. Kōbe gilt als der Geburtsort des Kinos und des Jazz in Japan. 1899 wurden die exterritorialen Rechte der europäischen Kolonialmächte aus den ungleichen Verträgen und das Ausländerviertel als solches abgeschafft.
In Kōbe leben heute (2005) ca. 44.500 Ausländer aus mehr als 115 Nationen, das sind knapp 3 % der Bevölkerung (davon mehr als 50 % Koreaner).
Bei der Einrichtung der Präfekturen in der Meiji-Restauration wurde die spätere Stadt 1868 Sitz der Präfekturverwaltung von Hyōgo, das sich bei der Konsolidierung der Präfekturen in den Folgejahren auf fünf Provinzen ausdehnte. Bei der Reaktivierung und Neuordnung der Kreise in Hyōgo wurden 1879 der Hafen Hyōgo (兵庫津), die Stadt Kōbe (神戸町) und das Dorf Sakamoto (坂本村) aus dem Landkreis Yatabe (später Muko) zum Stadtkreis Kōbe (神戸区, Kōbe-ku) zusammengelegt. Aus diesem und zwei weiteren Dörfern entstand am 1. April 1889 mit der Einführung des modernen japanischen Gemeindewesens die heutige kreisfreie Stadt Kōbe (Kōbe-shi). 1922 wurde Kōbe eine der „sechs Großstädte“, 1956 Großstadt durch Regierungserlass mit ausgeweiteter Selbstverwaltung. 1931 wurde das damalige Stadtgebiet in acht Verwaltungsbezirke unterteilt, nach vielen Eingemeindungen (1941, 1947, 1950, 1951, 1955, 1958) und mehreren Neugliederungen (1945, 1946, 1973, 1980, 1982) sind es seit 1982 neun Bezirke.
Die Universität von Kōbe wurde 1902 gegründet.
Im Zuge des Zweiten Weltkriegs wurde die Stadt zwischen Februar 1945 und August 1945 mehrfach durch die United States Army Air Forces (USAAF) mit Napalmbomben bombardiert. Die Angriffe zerstörten rund 57 % des Stadtgebietes und forderten knapp 6.300 Tote und 15.800 Verletzte. Durch die Angriffe wurden 18,6–22,8 km² der Stadt niedergebrannt und 452.059 Personen wurden obdachlos (siehe Luftangriffe auf Kōbe).
Nach dem großen Hanshin-Erdbeben 1995 mussten viele Gebäude neu errichtet werden, was dazu führte, dass Kōbe heute in den meisten Stadtvierteln einen modernen Anblick bietet. Der Hafen, der bis zum Erdbeben der größte in Asien und der zweitgrößte in der Welt war, verlor seinen Rang an Nagoya, da viele Firmen durch das Erdbeben zu anderen Häfen ausweichen mussten und nur teilweise zurückkehrten.

## Politik
- KPJ: 9
- Tsunagu („Verbinden“; mit NSP, Kōbe Shimintō [Regionalpartei]): 2
- Kōbe mirai („Zukunft“; mit KDP, DVP): 7
- Ishin: 15
- Fraktionslos: 4
- Kōmeitō: 12
- LDP: 16

Seit 2013 ist der ehemalige Vizebürgermeister Kizō Hisamoto Bürgermeister von Kōbe. Er wurde 2021, als die Bürgermeisterwahl mit der nationalen Unterhauswahl zusammenfiel, mit Unterstützung von LDP, KDP, Kōmeitō und DVP mit Zweidrittelmehrheit gegen vier Herausforderer für eine dritte Amtszeit wiedergewählt.
Der Stadtrat (Kōbe-shikai) hat seit 2023 regulär 65 Mitglieder, die in den Stadtbezirken durch nicht übertragbare Einzelstimmgebung gewählt werden. Bei der letzten Wahl im April 2023 blieb die Liberaldemokratische Partei (LDP) mit 17 Sitzen stärkste Partei, die Ishin no Kai wurde mit 15 Sitzen zweitstärkste Kraft.
Ins 86-köpfige Präfekturparlament von Hyōgo wählen die Stadtbezirke von Kōbe als Zwei- oder Dreimandatswahlkreise zusammen 23 Abgeordnete.
Für das nationale Unterhaus liegt Kōbe in den Wahlkreisen Hyōgo 1 bis 4; letzterer liegt zu großen Teilen außerhalb der Stadt, die anderen drei ganz in Kōbe. Bei der Unterhauswahl 2024 gingen die Wahlkreise Hyōgo 3 und 4 unverändert an Liberaldemokraten, der Wahlkreis 2 an die Kōmeitō, der Wahlkreis 1 an die KDP.

### Stadtsymbol
Das Stadtsymbol von Kōbe – zwei sich überschneidende Halbkreise – symbolisieren die fächerartige Form der zwei Häfen Kōbe und Hyōgo. Das Symbol leitet sich außerdem vom japanischen Zeichen カ (Katakana) ab, welches im früheren Namen カウベ vorkam. Es wurde 1907 eingeführt und ist heute vielerorts sichtbar.

### Städtepartnerschaften
- Seattle, USA – seit 1957
- Marseille, Frankreich – seit 1961
- Rio de Janeiro, Brasilien – seit 1969
- Tianjin, China – seit 1973
- Riga, Lettland – seit 1974
- Brisbane, Australien – seit 1985
- Philadelphia, USA – seit 1986
- Barcelona, Spanien – seit 1993

## Kultur und Sehenswürdigkeiten

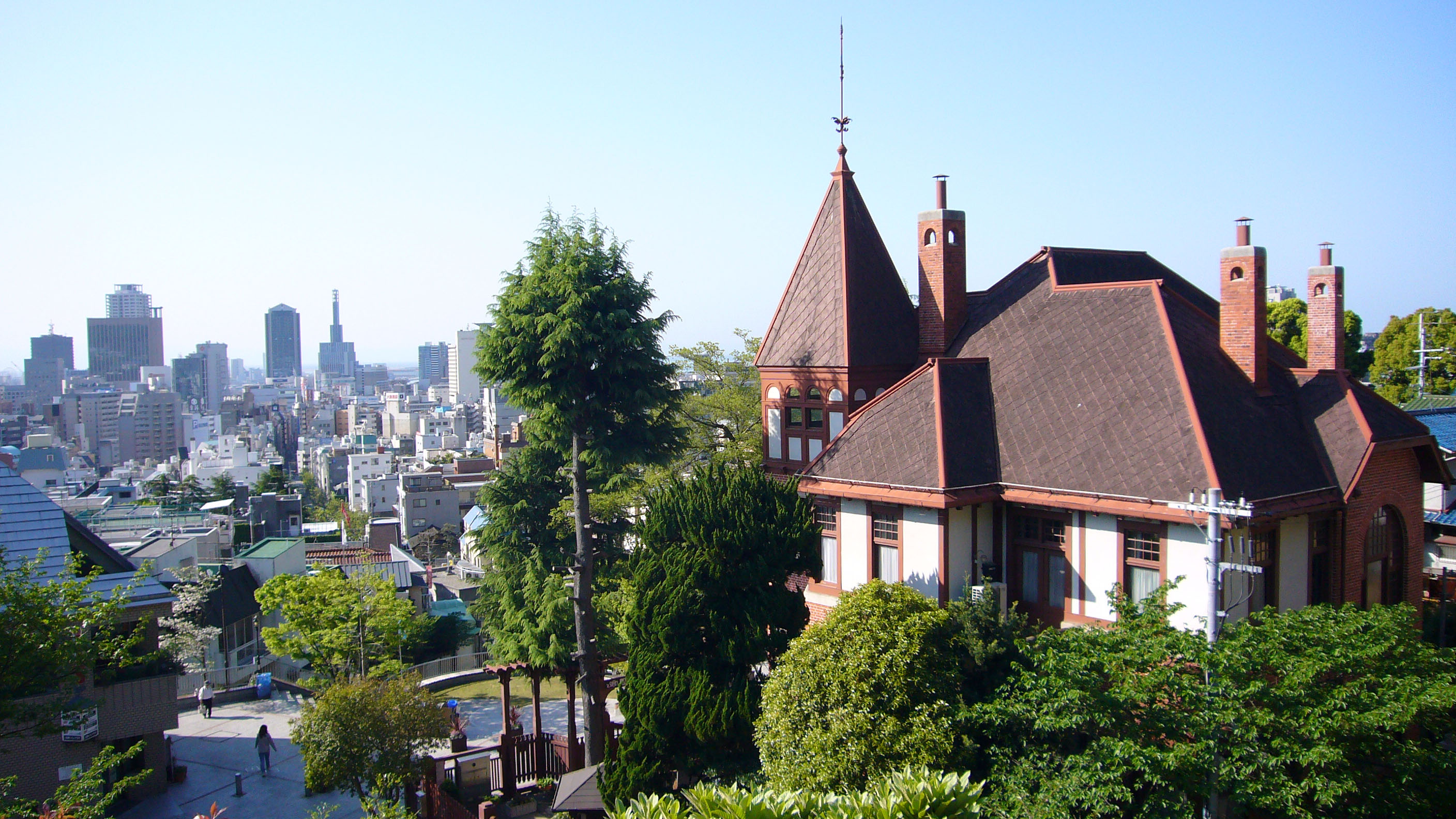
„Wetterhahnhaus“ (風見鶏の館, kazamidori no yakata) des deutschen Architekten Georg de Lalande in Kitano

Obwohl Kōbe keine typische Touristenstadt ist, gibt es einiges zu sehen. Das Kobe-Stadtmuseum besitzt u. a. eine bedeutende Sammlung westlicher Kunst aus der Zeit des Handels der christlichen Missionierung um 1600. Bekannt ist Kōbe für die Arima Onsen, seine ehemaligen Ausländersiedlungen (旧居留地, kyū kyoryūchi), Kitano und die Chinatown Nankin-machi (dt. „Nanking-Viertel“), den Sake-Distrikt in Nada und das Hafengebiet mit seinen Attraktionen. Weiterhin bietet das Rokkō-Gebirge mit fast 1000 Meter Höhe vielfältige Wandermöglichkeiten mit spektakulären Aussichten auf die gesamte Region. Im Hafengebiet von Hyōgo findet sich der Kōbe Daibutsu (große Buddha-Statue) und der historische Wanderpfad „Straße des Hafens Hyōgo“ (Hyōgo-tsu no Michi). Weiter im Westen in Suma gibt es Sandstrände und die berühmte Akashi-Kaikyō-Brücke.

### Museen
- DRI – Museum für Naturkatastrophen
- Zentrum für Bodendenkmäler Kōbe (神戸市埋蔵文化財センター)
- Hashi no Kagakukan („Brückenmuseum“)
- Ausländerklub in Kitano (北野外国人倶楽部)
- Wissenschaftsmuseum mit Planetarium Kōbe
- Kōbe Water Science Museum (神戸市水の科学博物館)
- Lampenmuseum Kōbe
- Puppenmuseum Kōbe
- Aquarium Kōbe in Suma
- Kunstmuseum Kitano (神戸北野美術館)
- Kōsetsu-Kunstmuseum
- Hakutsuru-Kunstmuseum
- Maritimes Museum im Meriken Park (神戸海洋博物館)
- Moegi no Yakata (萌黄の館)
- Museum der Sake-Brauerei Hakutsuru (白鶴酒造資料館)
- Städtisches Museum Kōbe
- Takenaka Carpentry Tool Museum
- UCC-Kaffeemuseum (UCCコーヒー博物館) auf Port Island
- Kunstmuseum der Präfektur Hyōgo (兵庫県立美術館)

### Musik
Kōbe ist bekannt für seine Jazz-Clubs.

### Bauwerke
- Das Hafengebiet wird vom Kōbe Port Tower überragt. Das interessante Bauwerk ist ein 108 Meter hoher Stahlfachwerkturm in Form eines Hyperboloids mit einer Aussichtsplattform in 90,28 Metern Höhe. Der Hafenturm wurde 1963 eröffnet
- Ebenfalls im Meriken-Park steht gleich neben dem Port Tower das Maritime Museum mit seiner ungewöhnlichen Dachkonstruktion
- Das Meriken Park Oriental Hotel im Hafen fällt durch seine ungewöhnliche Form auf. Es sieht aus wie ein riesiges Schiff, was dadurch unterstrichen wird, dass es auf 3 Seiten von Wasser umgeben ist
- Das 158 Meter hohe Oriental Hotel in Shin-Kōbe ist mit seinen 35 Etagen das höchste Gebäude in Kōbe
- Die Akashi-Kaikyō-Brücke im Stadtteil Suma verbindet Kōbe mit der Insel Awaji. Gemessen an der frei überspannten Weite ist sie die größte Hängebrücke der Welt und bietet in der Nacht vielfältige Illuminationen.
- Das Kunstmuseum der Präfektur Hyōgo (englisch Hyōgo Prefectural Museum of Art) von Tadao Andō

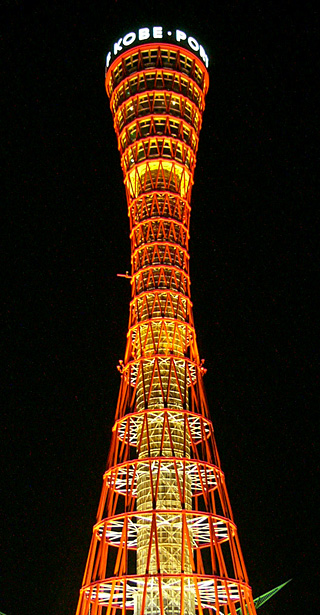
Kōbe Port Tower
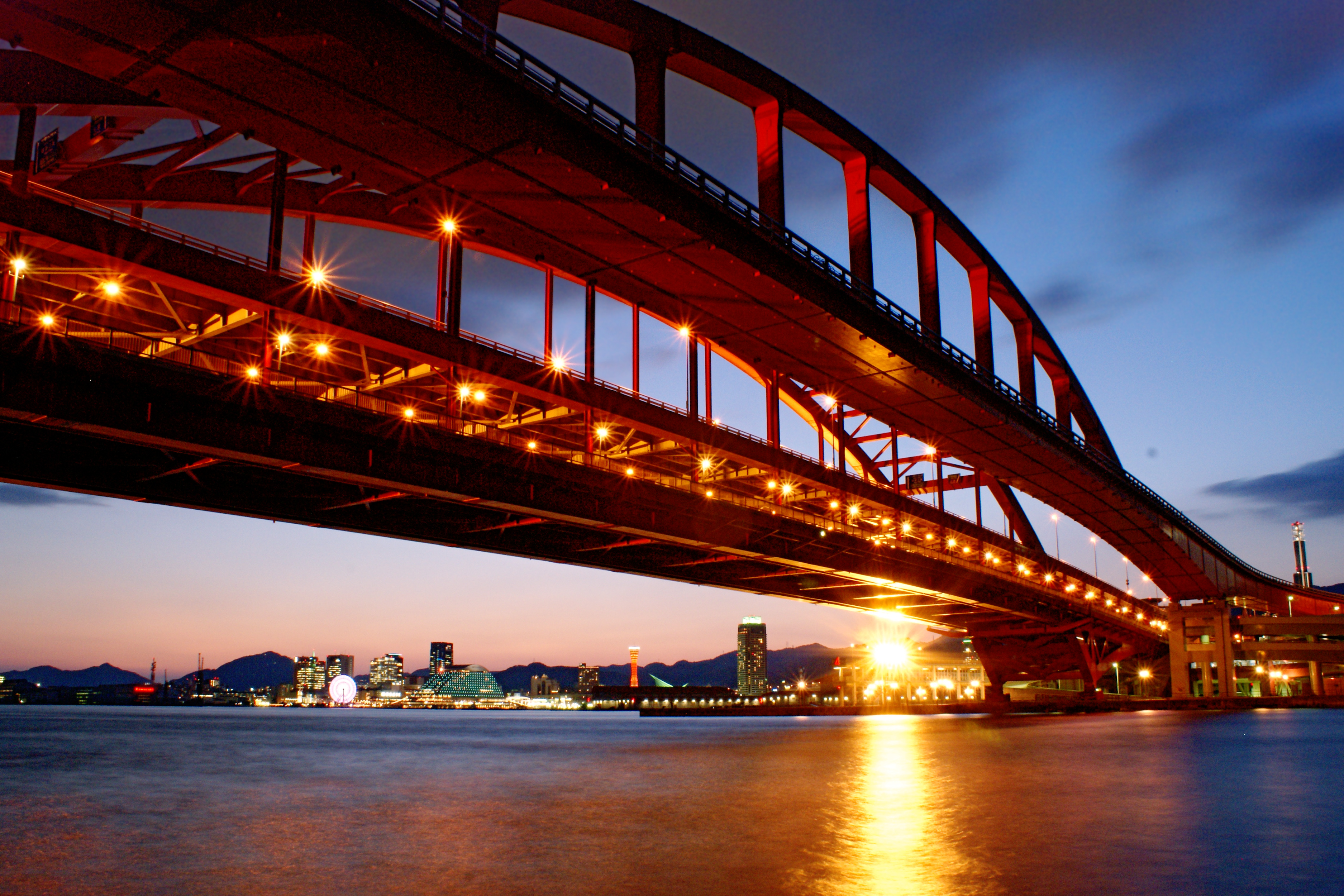
Kobe-Ohashi
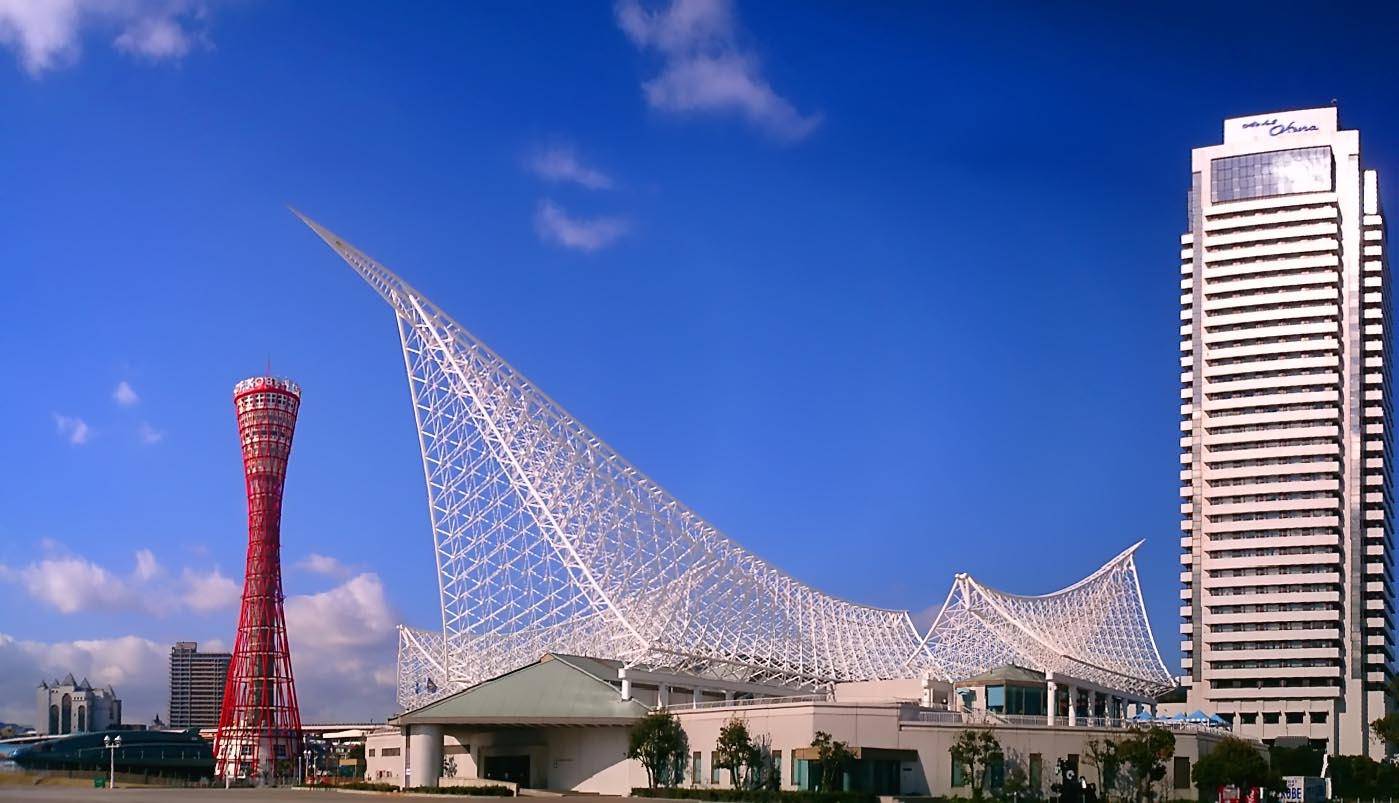
Kobe Maritime Museum
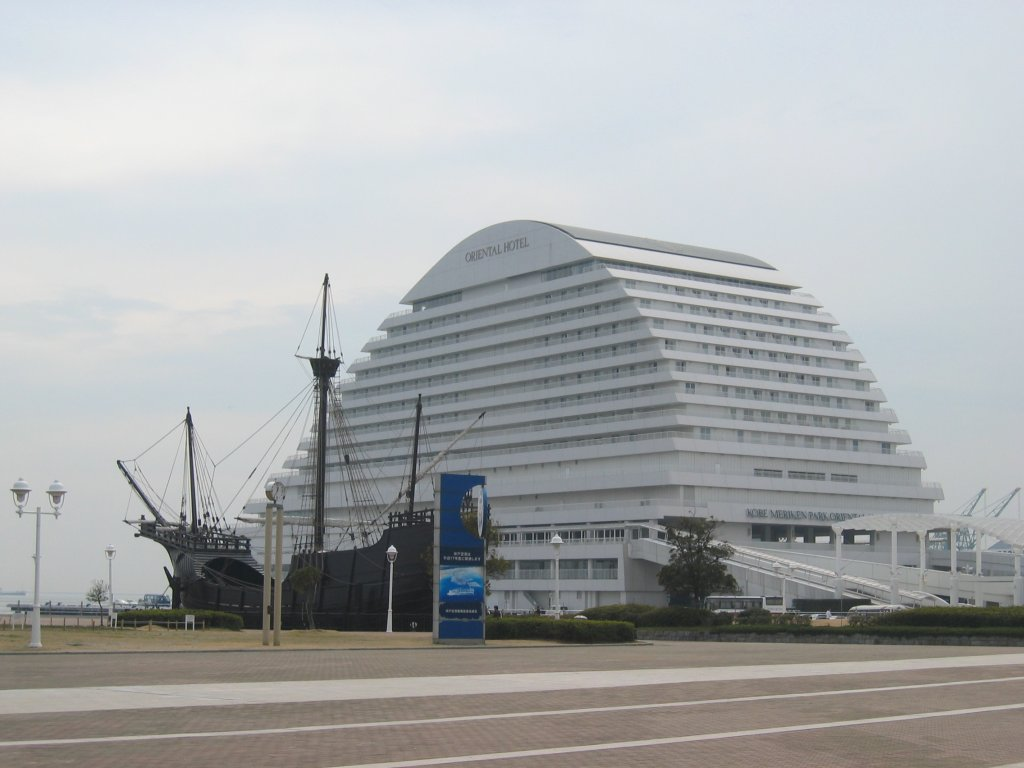
Meriken Park Oriental Hotel
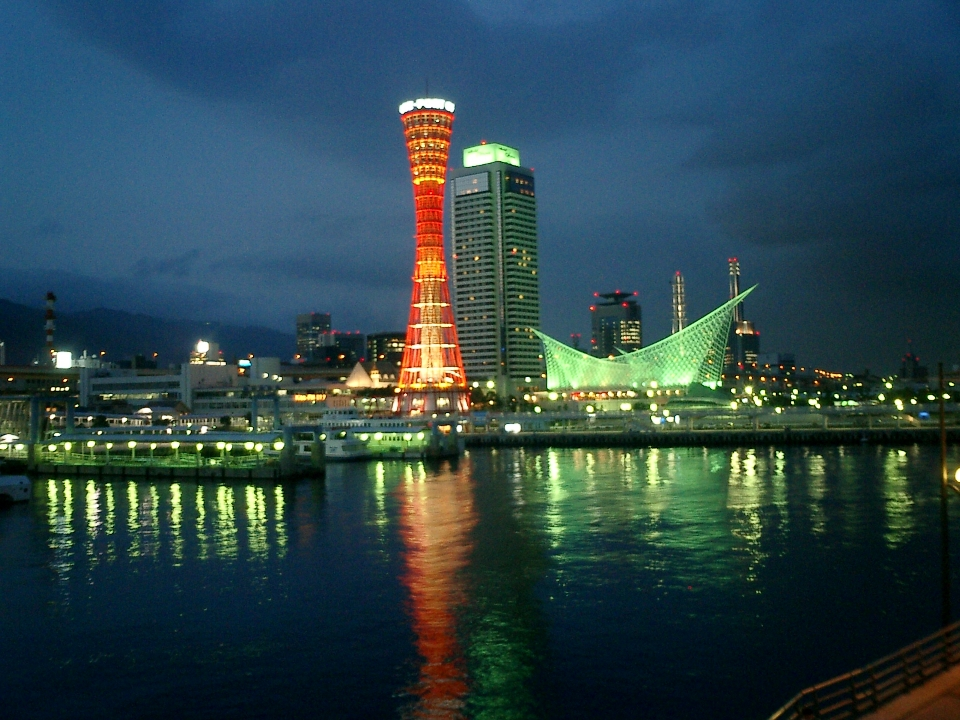
Meriken-park
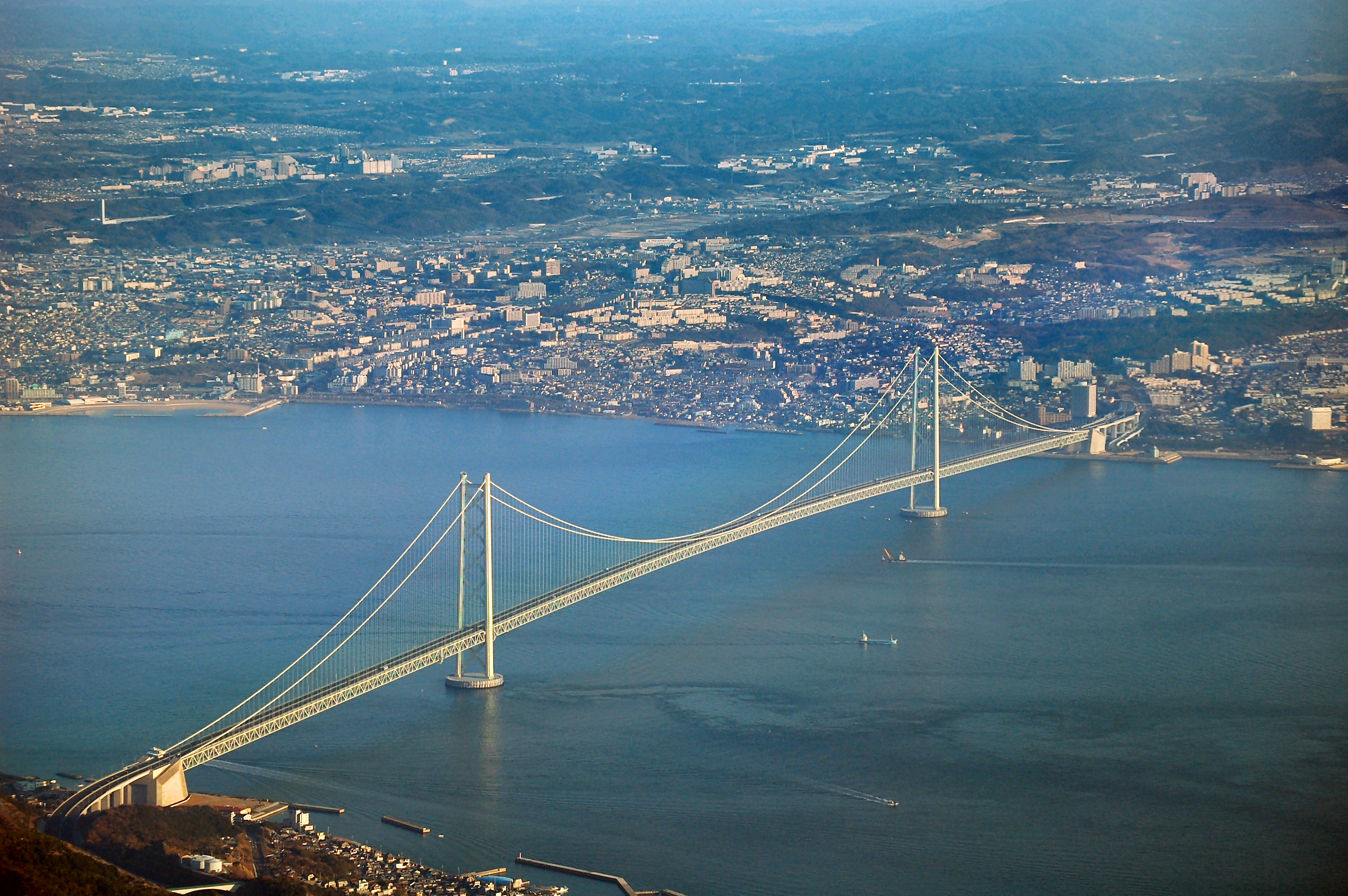
Akashi-Kaikyō-Brücke
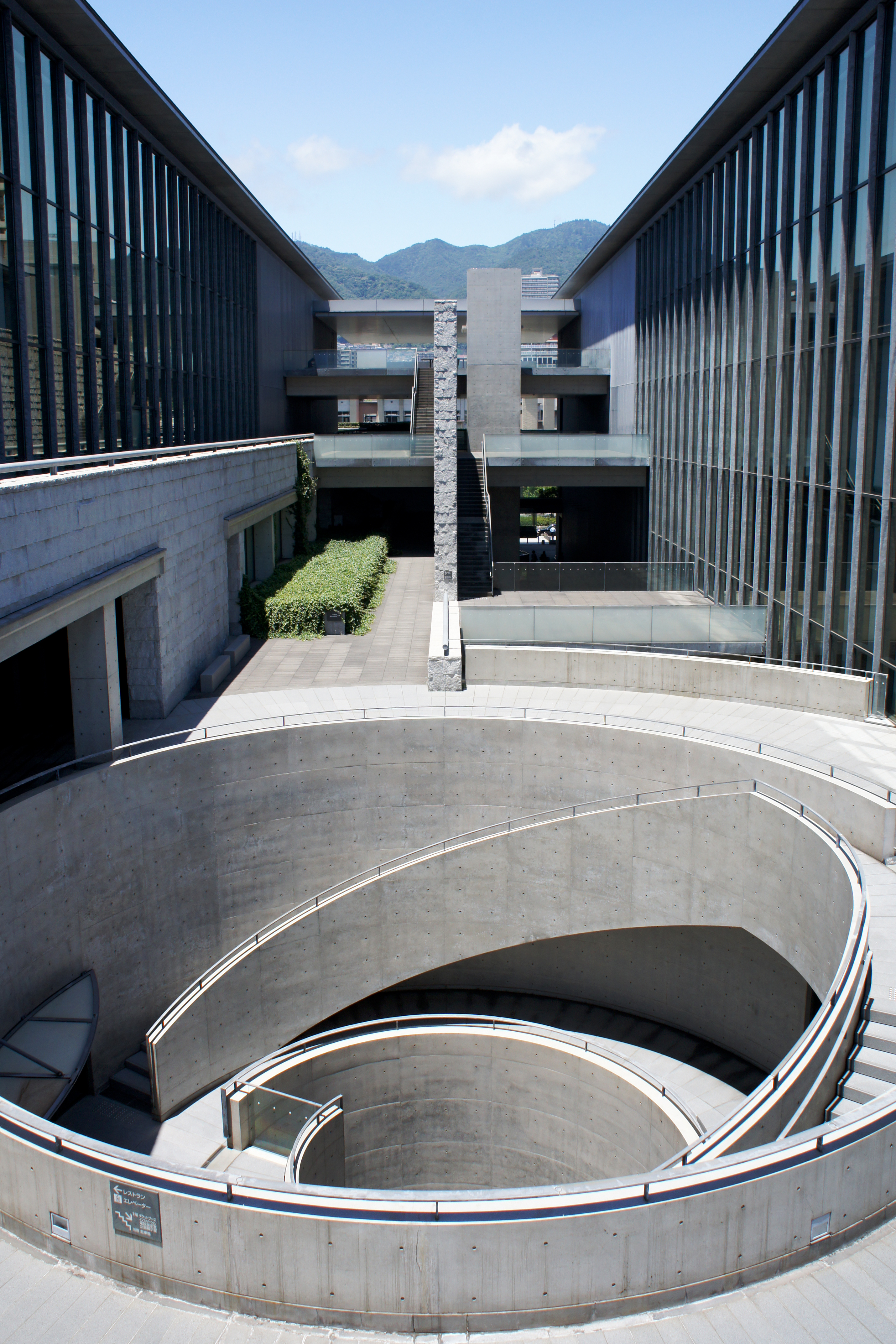
Treppe im Innenhof des Kunstmuseum der Präfektur Hyōgo

#### Tempel und Schreine
- Ikuta-Schrein in Sannomiya

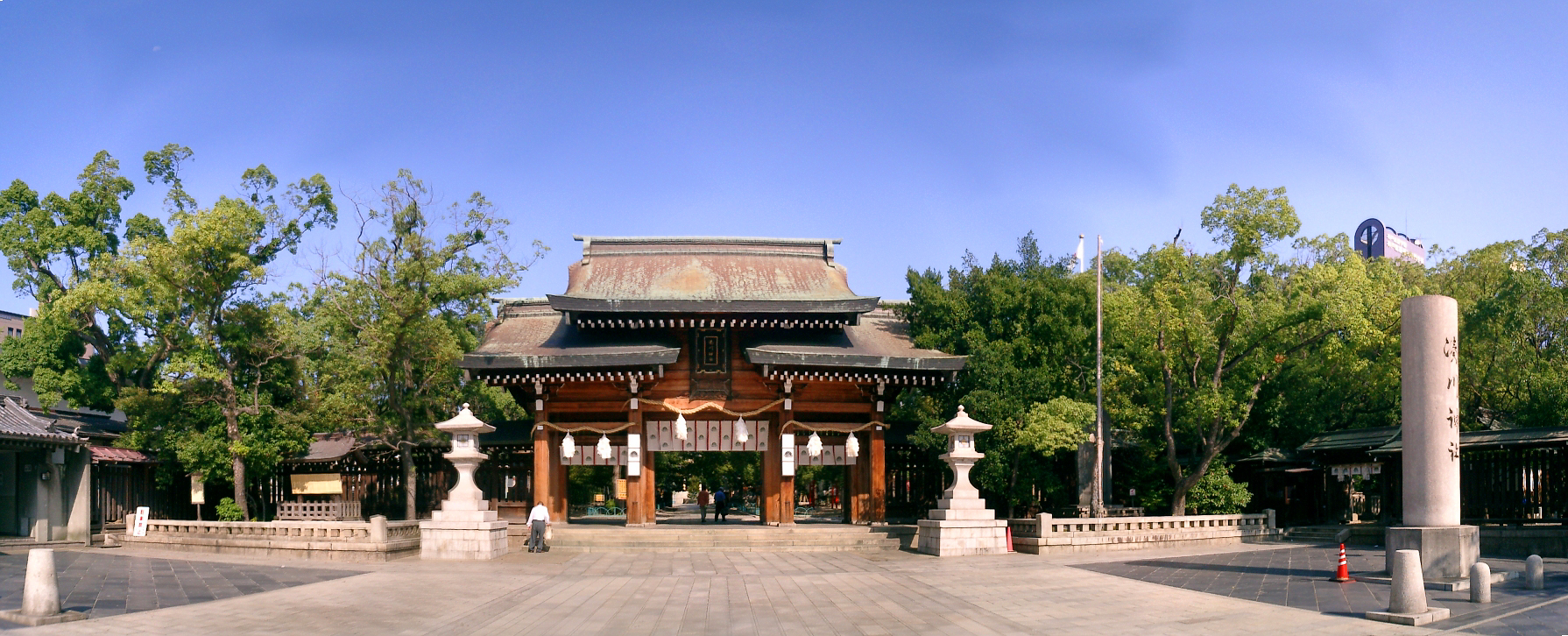
Minatogawa-Schrein

- Minatogawa-Schrein in der Nähe des JR-Bahnhofs Kōbe
- Nagata-Schrein in Nagata
- Suwayama-Schrein auf dem Berg Suwa
- Tempel Sumadera in Suma
- Kanteibyō (chinesischer Tempel)

#### Andere religiöse Stätten
- Die erste Moschee Japans, die Kōbe-Moschee, wurde 1935 in Kitano gebaut
- Auch eine Synagoge kann man seit 1937 in Kitano finden
- Es gibt mehrere christliche Kirchen, so zum Beispiel die Kōbe Union Church, die Cathedral Church of St. Michael oder die St. Andrews Church.
- Ausländerfriedhof (外国人墓地), schön, aber abgelegen am Hang des Futatabiyama. Nur zugänglich für „trauernde Angehörige.“

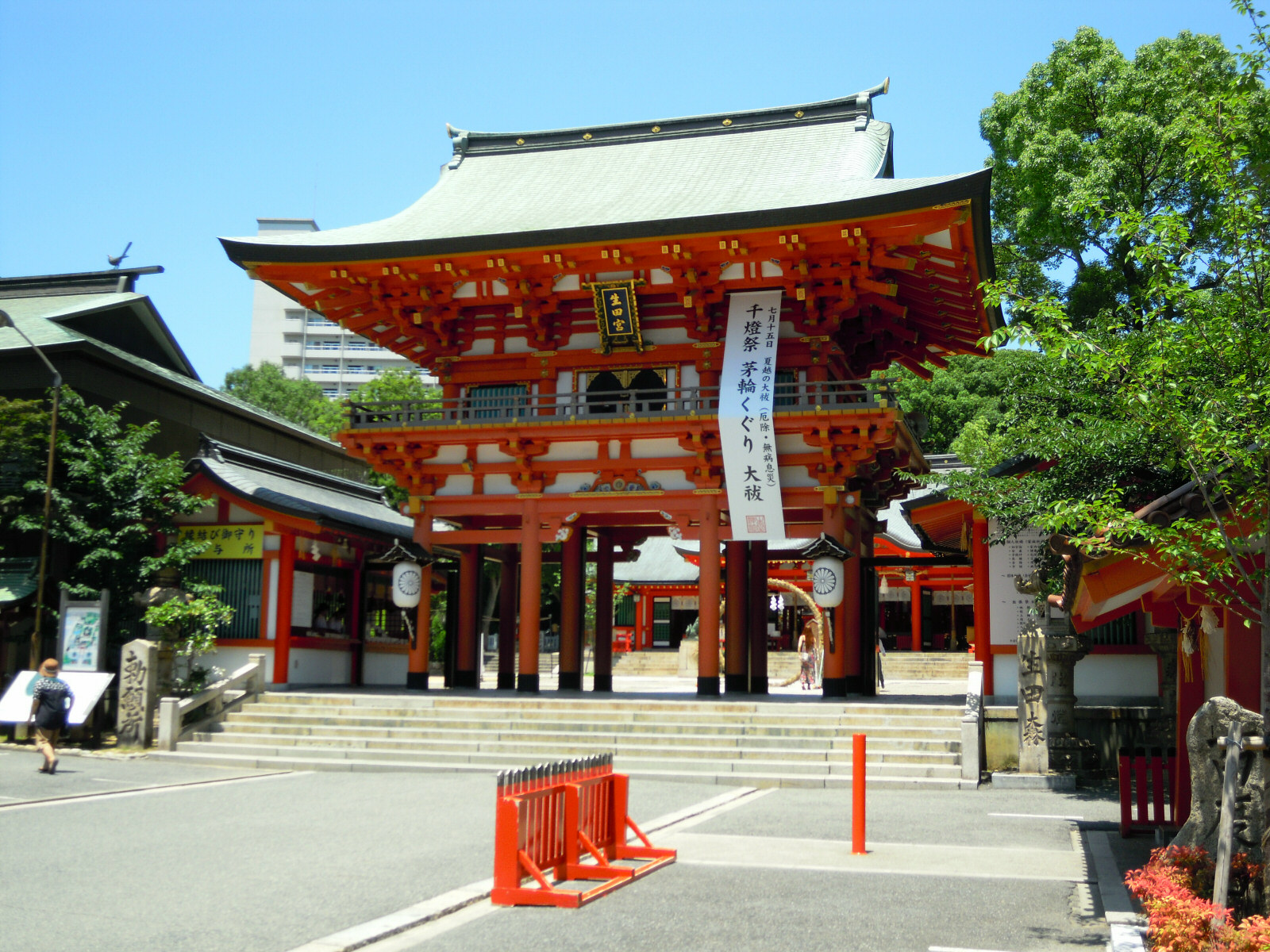
Ikuta-Schrein
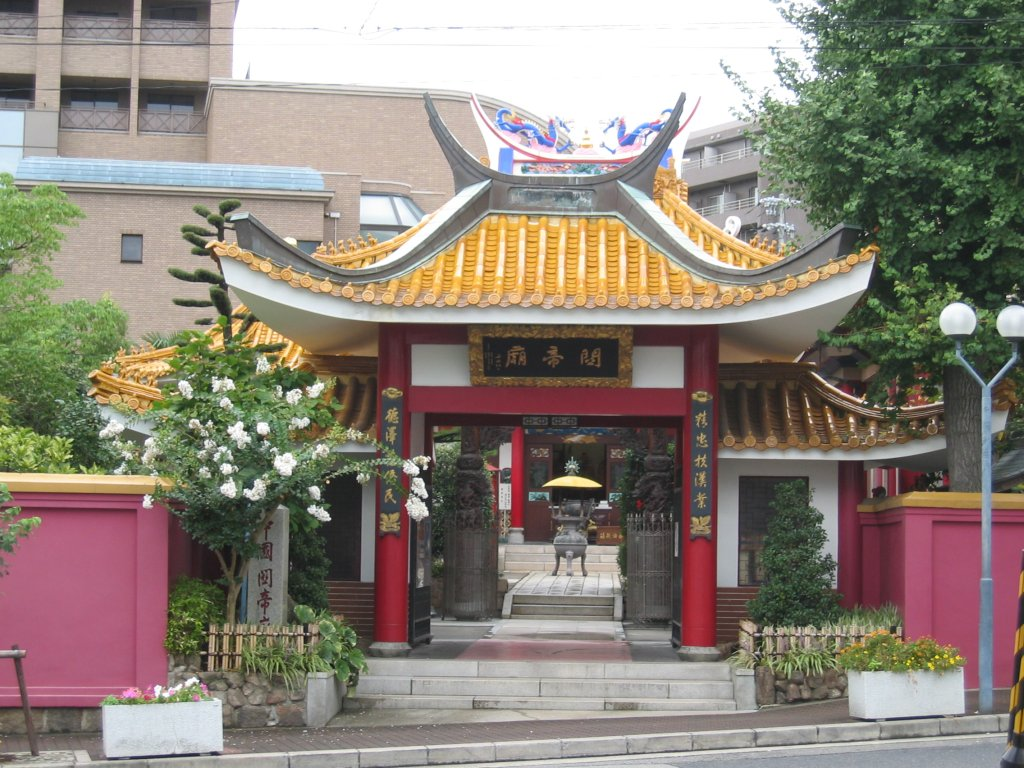
Kanteibyō
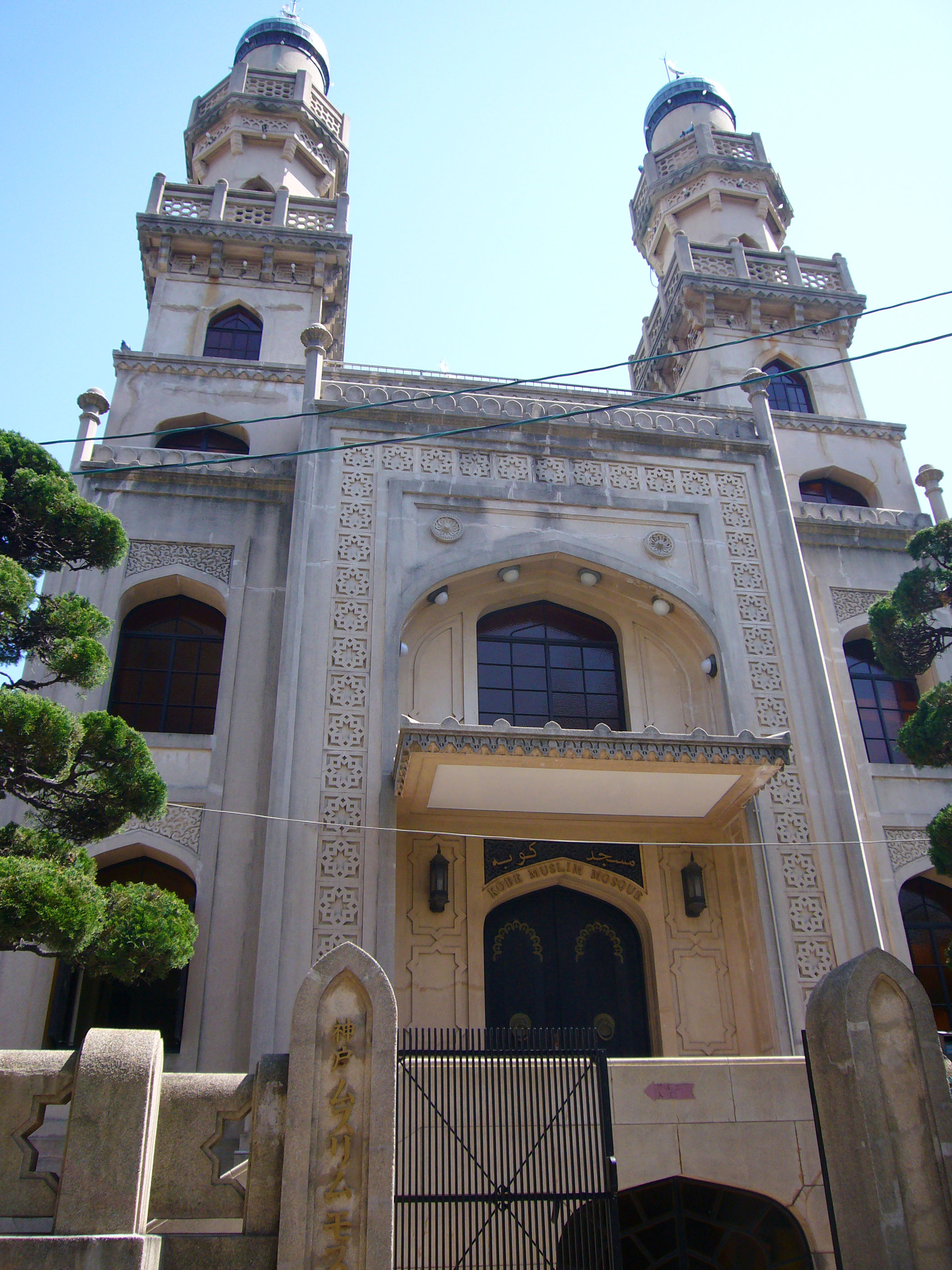
Die Moschee von Kōbe
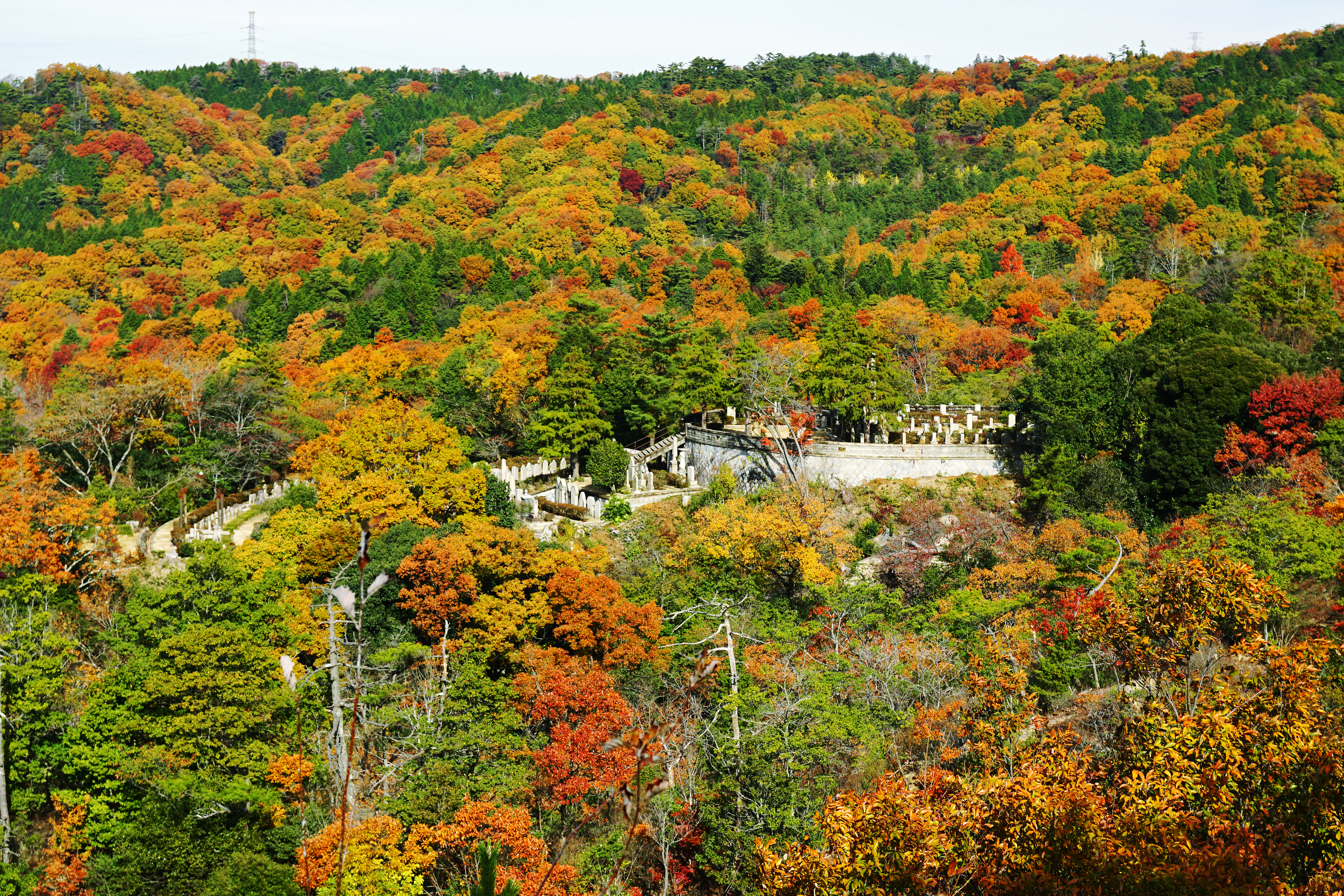
Kapelle im Ausländerfriedhof
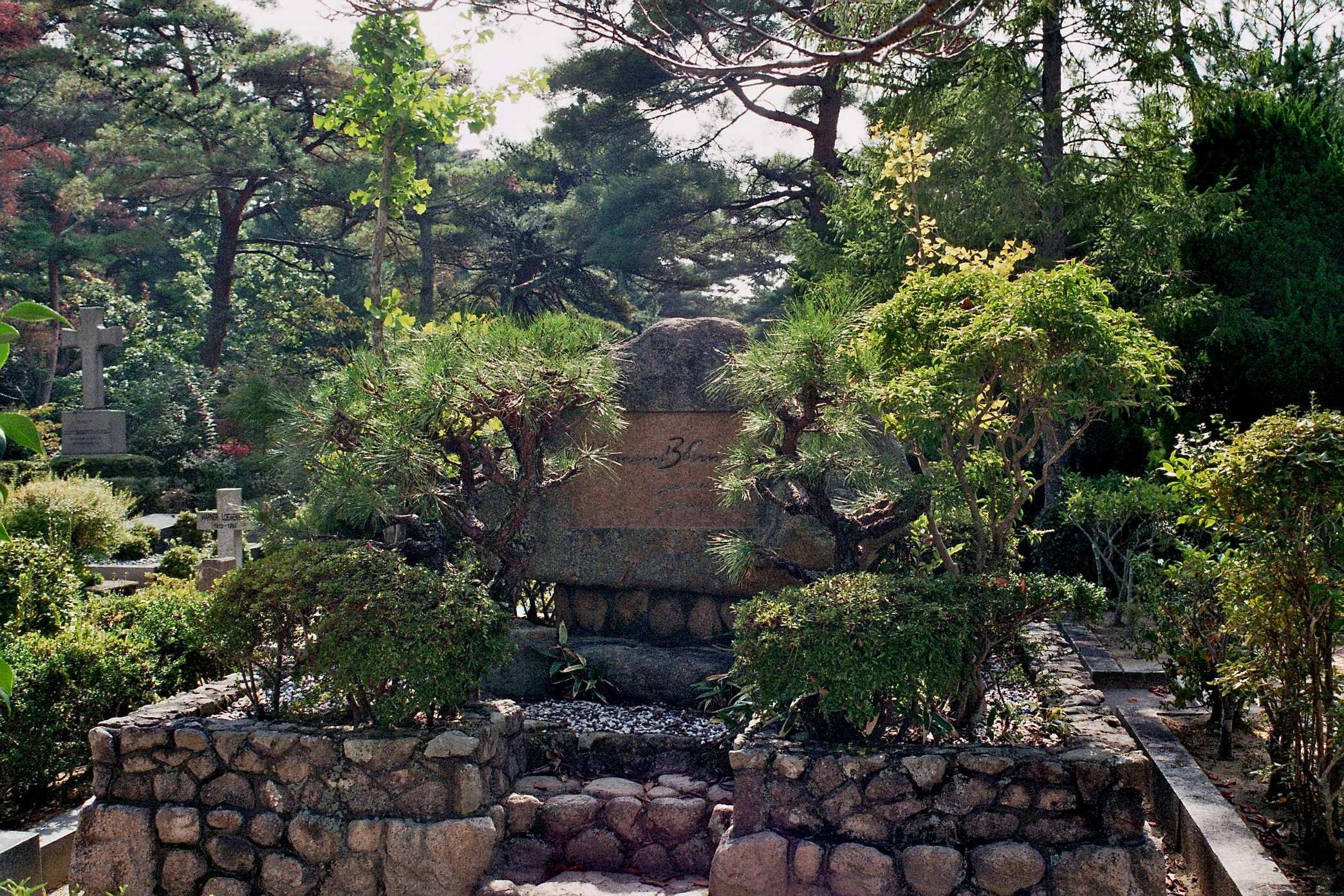
Grab Hermann Bohners

### Thermalbäder (Onsen)

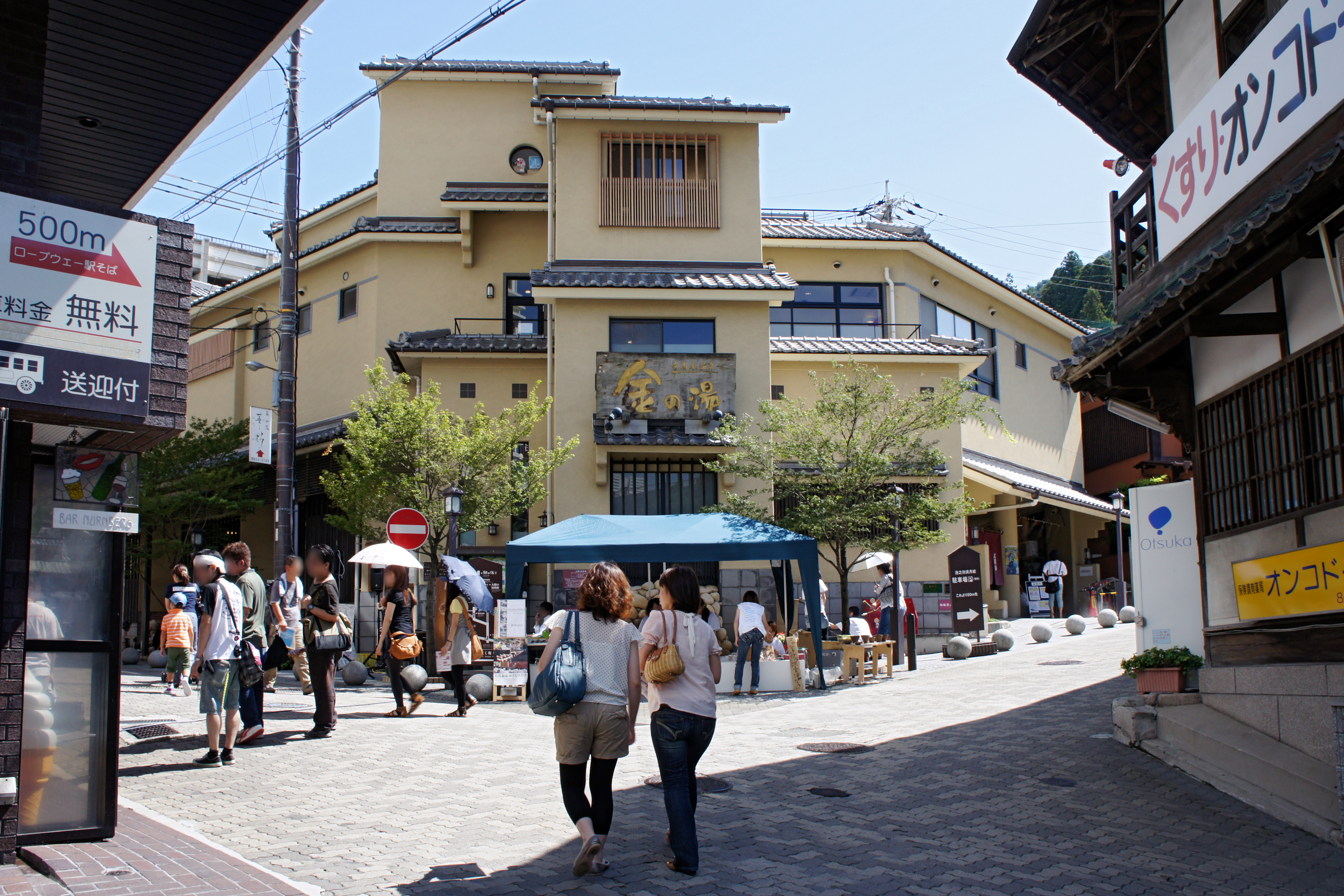
Nenbutsuji – Arima Onsen

- Arima Onsen (Kita-ku)
- Tennō Onsen (Hyogo-ku)
- Minatoyama Onsen (Hyogo-ku)
- Suma Onsen (Suma-ku)
- Nadeshiko no Yu (Nishi-ku)
- Kanoko Onsen (Kita-ku)
- Gosha Onsen (Kita-ku)
- Shiawase no Mura (Kita-ku)
- Ozo Onsen (Fruit&Flower Park, Kita-ku)

### Parks

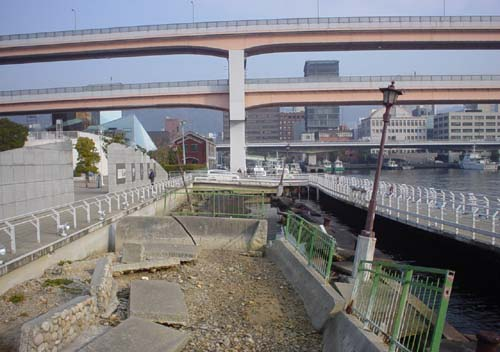
Kōbe Earthquake Memorial Park

- Fruit&Flower Park
- Nunobiki Kräuter-Park
- Sorakuen
- Suma Rikyu Park
- Kōbe Earthquake Memorial Park
- Meriken Park

### Sport
Stadien:

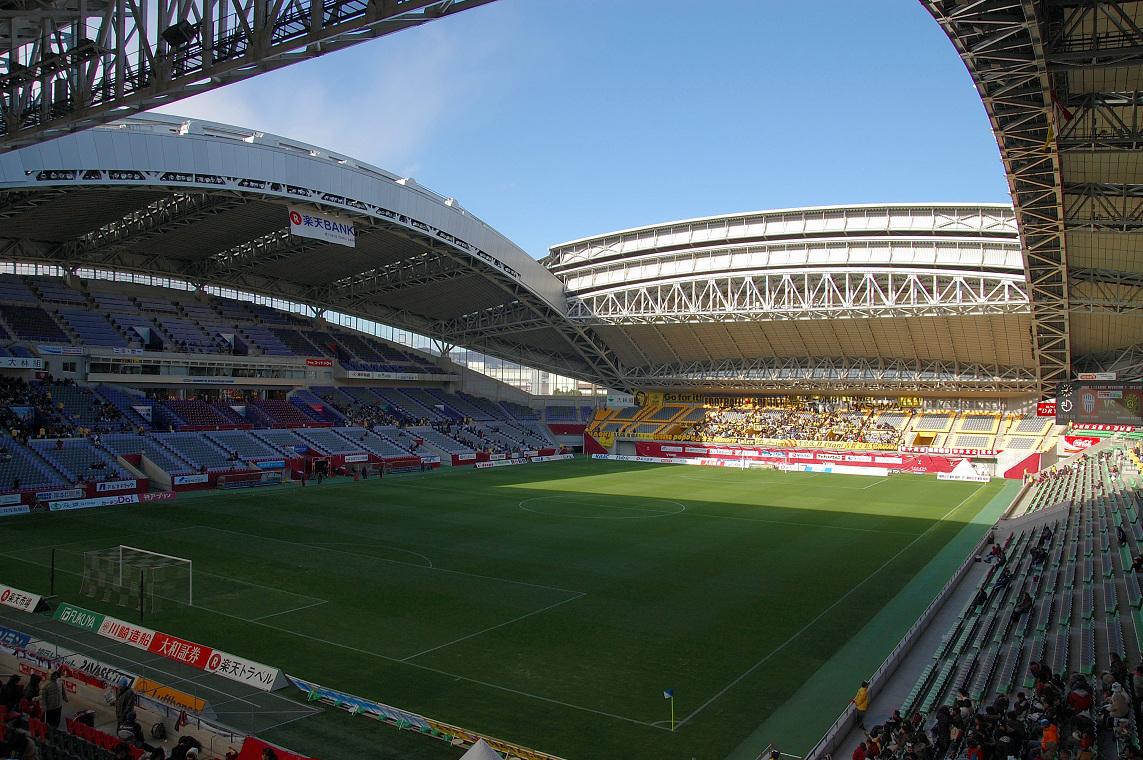
Noevir Stadium

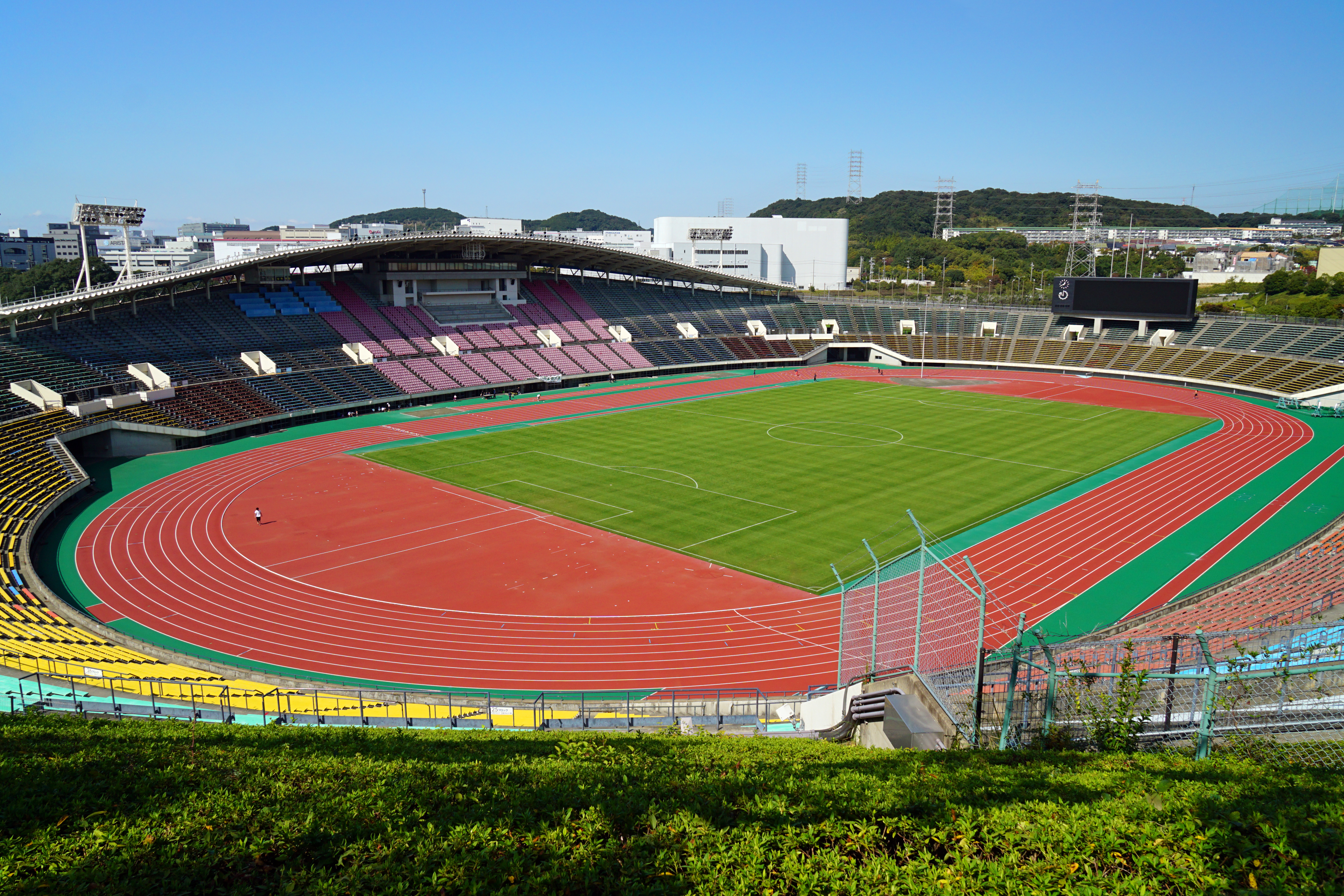
Universiade Memorial Stadium

- Noevir Stadium (einer der Austragungsorte der Rugby-Union-Weltmeisterschaft 2019)
- Kōbe Sports Park mit Green Arena, Skymark Stadium (ehemals „Green Stadium“, auch als YahooBB-Stadium bezeichnet) und Universiade Memorial Stadium
- Port Island Sports Center (Eisstadion)

Teams:
- Baseball: Orix Buffaloes – Pacific League
- Baseball: Hanshin Tigers – Central League
- Fußball: Vissel Kōbe – J. League
- Rugby: Kōbe Steel Kobelco Steelers
- Eishockey: Nikko Kōbe IceBucks – Asia League Ice Hockey (zusammen mit Nikko)

### Regelmäßige Veranstaltungen

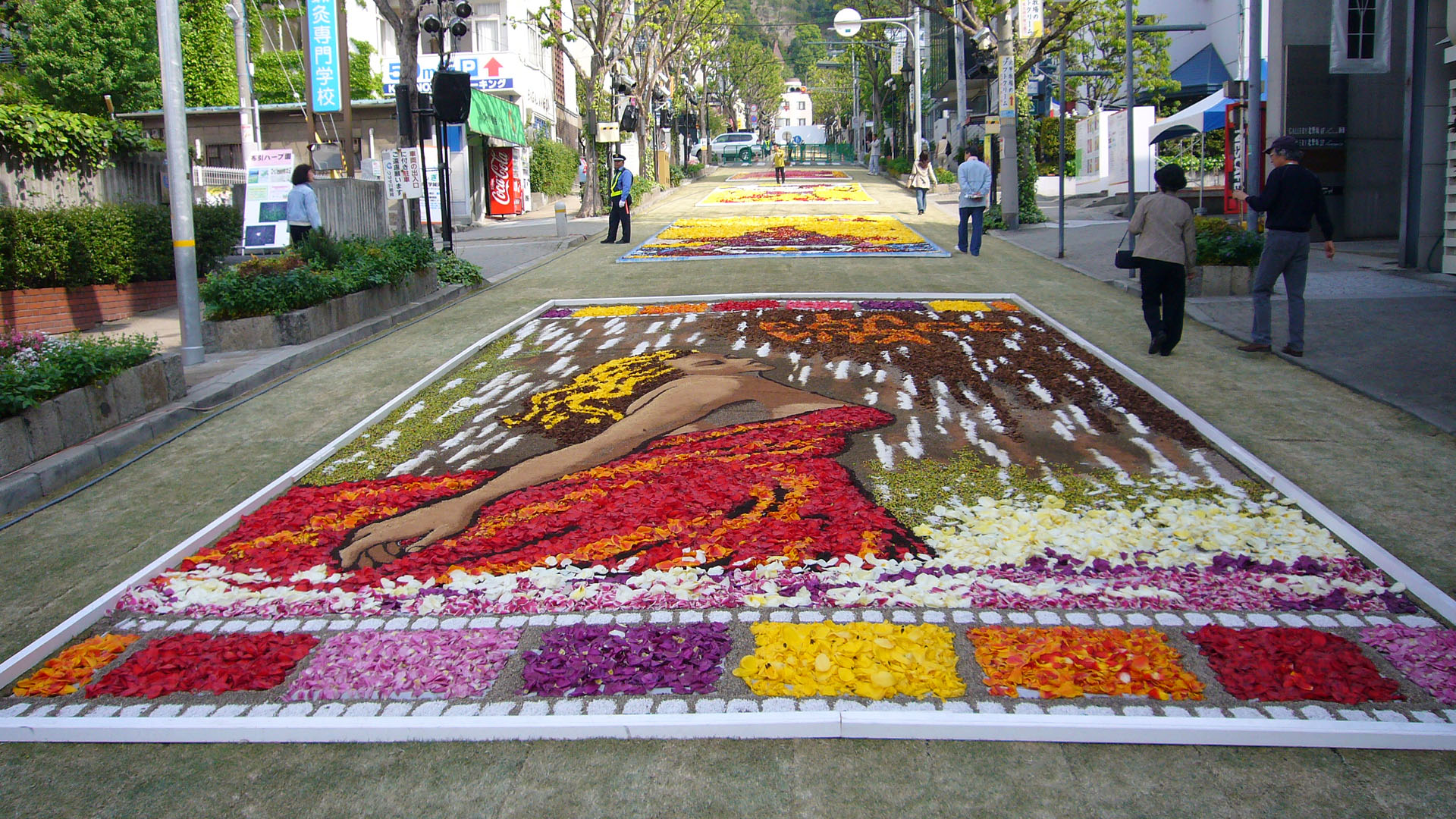
Infiorata 2006

- Jedes Jahr im Dezember findet im Higashi Yuenchi Park in Sannomiya die Kōbe Luminarie in Erinnerung an das große Hanshin-Erdbeben statt. Die Luminarie kommt ursprünglich aus Italien und ist ein Lichterfest mit besonders dekorativen Illuminationen.
- Im April findet die ebenfalls auf einen italienischen Brauch zurückgehende Infiorata in verschiedenen Teilen von Kōbe statt. Es werden ganze Straßen mit Blumenteppichen bedeckt, in denen Bilder dargestellt werden
- Das große Kōbe Matsuri im Mai ist ein Festival in der ganzen Stadt. Das in diesem Rahmen stattfindende Samba-Festival ist sehr beliebt.
- In Nankin-machi, der Chinatown von Kōbe, wird von Mitte Januar bis Anfang Februar das chinesische Neujahrsfest und Mitte September das Mittherbstfest gefeiert
- Kōbe Jazz Street im Oktober in Kitano

### Kulinarische Spezialitäten
Kōbe ist berühmt für seine besonderen Zuchtrinder, das daraus gewonnene Rindfleisch und den Sake (Reiswein) aus Nada. Weiterhin wird in den ländlichen Teilen (Nishi-ku und Kita-ku) Wein angebaut. Auch verschiedene Süßigkeiten (vor allem Pudding) und Gebäck kommen aus Kōbe. Eine weitere regionale Spezialität sind ikanago no kugini (いかなごのくぎ煮), kleine Babyfische, die mit Sojasauce, Ingwer, Mirin und Zucker gekocht und meist auf Reis verzehrt werden.

## Wirtschaft und Infrastruktur

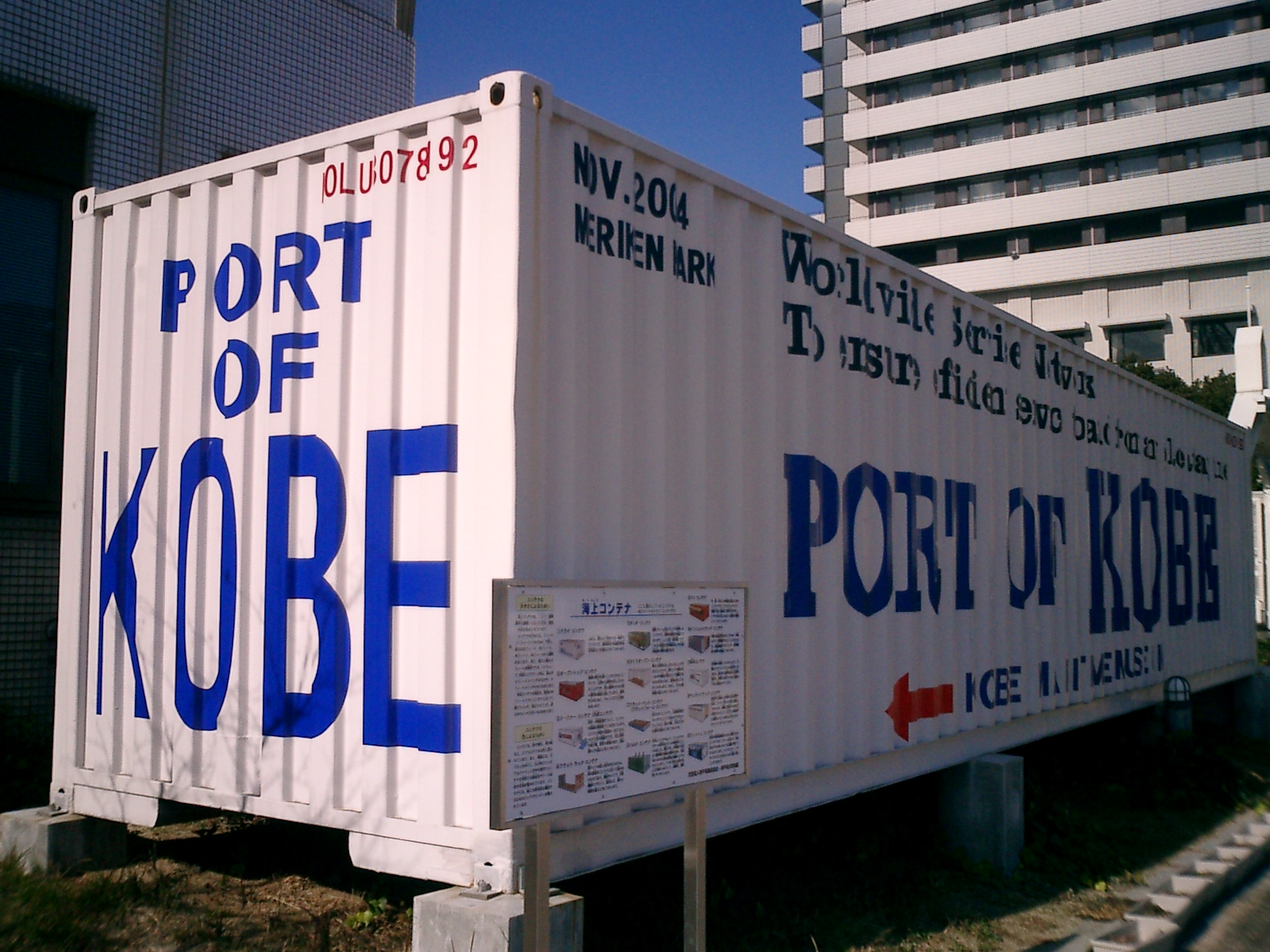
Container des Kōber Hafens

Die Unternehmen in Kōbe sind zu 70 % im Tertiärsektor (Dienstleistungssektor), zu 30 % im Sekundärsektor (produzierende Gewerbe) und zu weniger als 1 % im Primärsektor (Urproduktion) angesiedelt.
Der bedeutende Hafen wickelte im Jahr 1998, gemessen am Wert, 8 % des gesamten japanischen Außenhandels ab und war damit nach den Häfen Yokohama und Tokio (je 11 %) der drittwichtigste Hafen.
Dank des Hafens ist hier auch Schwerindustrie wie z. B. Kawasaki Heavy Industries und Mitsubishi Heavy Industries mit großen Industrieanlagen und Werften (U-Boot-Bau) angesiedelt.
Wichtige industrielle Erzeugnisse sind Schiffe, Eisenbahnzüge, Eisen und Stahl, Motorräder, Gummi, Schuhe (bis zum Erdbeben 1995 etwa 60 % der jap. Produktion), Maschinen; typische Güter sind Sake, Wein, Gebäck und Süßigkeiten (siehe Karl Joseph Wilhelm Juchheim) und das exquisite Kōbe Beef. Kōbe hat im Perlenhandel eine überragende Stellung inne.

### Verkehr

#### Nahverkehr
Der Bahnhof Sannomiya ist das Verkehrskreuz von Kōbe. Hier halten alle Nahverkehrszüge und fast alle Fernverkehrszüge außer der Shinkansen.
Die „Innenstadt“ von Kōbe liegt zwischen den JR-Bahnhöfen Kōbe und Sannomiya. Wer also ins Zentrum möchte, steigt am besten in Motomachi oder Sannomiya aus.
Aufgrund der Topografie ähneln sich die Streckenführungen der drei Bahngesellschaften Japan Railway (JR), Hanshin und Hankyū zwischen Kōbe und Ōsaka: Sie treffen sich jeweils in Sannomiya und Umeda und konkurrieren bei Fahrzeit und Preis miteinander (siehe Zugunglück in Amagasaki).
Das U-Bahn-Netz wurde 1977 eröffnet. Es besteht derzeit aus zwei Linien (siehe U-Bahn Kōbe).
Ein vollautomatischer Peoplemover (Port Liner) verbindet Sannomiya mit der künstlichen Insel Port Island und mit dem neuen Flughafen von Kōbe.
Rokkō Island ist mit einem zweiten Peoplemover (Rokkō Liner) erreichbar, der die Insel mit dem JR-Bahnhof Sumiyoshi und dem Hanshin-Bahnhof Uozaki verbindet.
Über die Akashi-Kaikyō-Brücke sind die Insel Awaji und auch Shikoku mit dem Auto und Bus erreichbar. Von Akashi aus gibt es auch einen Fährservice zur Insel Awaji.

#### Fernverkehr
Eisenbahn: Kōbe hat wie alle Städte in Japan hervorragende Verkehrsverbindungen. Aufgrund der Neubaustreckenführung unter dem gesamten Rokkōmassiv, wurde der Shinkansen-Bahnhof Shin-Kōbe etwa 1 km abseits des Bahnhofs Sannomiya errichtet und ist zu Fuß und mit der U-Bahn zu erreichen. Die Fahrzeiten mit dem schnellsten Nozomi-Shinkansen betragen: nach Tokio 2:50, Fukuoka 2:20, Hiroshima 1:15, Nagoya 1:08 und nach Kyōto 0:30.
Flugverkehr: Am 16. Februar 2006 wurde der umstrittene Neubau Flughafen Kōbe auf einer künstlichen Insel südlich von Kōbe in Betrieb genommen, obwohl selbst der benachbarte Flughafen Kansai auch im 10. Jahr seine Auslastungsprobleme nicht gelöst hat. Kansai International erreicht man von Sannomiya aus mit dem Flughafen-Bus in ca. 70 Minuten, mit dem Zug in ca. 90 Minuten. Vom Flughafen Kobe kann man mit einer High-Speed-Ferry in 30 Minuten zum Flughafen Kansai gelangen.
Schiffsverkehr: Schiffsverbindungen gibt es nach Shikoku, Kyūshū, Okinawa sowie Shanghai und Tianjin in der Volksrepublik China.
Busverkehr: Von Sannomiya aus fahren regelmäßig Busse nach Tokio, Kyūshū und Shikoku.

### Bildung
In Kōbe gibt es 17 Universitäten und 8 andere Hochschulen. Außerdem 83 Fachschulen, 61 Oberschulen, 104 Mittelschulen, 175 Grundschulen, 10 Schulen für Behinderte und 156 Krippen. Aufgrund der relativ hohen Ausländerzahl finden sich hier auch 9 internationale Schulen (Stand: 2004).

#### Öffentliche Universitäten
- Universität Kōbe, gegründet 1902, ca. 16.000 Studenten, eine der ältesten und größten staatlichen Universitäten in Japan
- Präfekturuniversität Hyōgo, gegründet 2004, hervorgegangen aus dem Zusammenschluss der Kōbe University of Commerce, des Himeji Institute of Technology, und des College of Nursing Art and Science, Hyogo
- Kōbe City University of Foreign Studies, gegründet 1946, ca. 2.000 Studenten
- Kōbe City College of Nursing, gegründet 1996, ca. 400 Studenten

#### Private Universitäten
- Kōnan-Universität
- Kōnan-Frauenuniversität
- Kōbe Kaisei College (Frauenuniversität)
- Gakuin-Universität Kōbe
- Design-Universität Kōbe
- Kōbe International University
- Shoin-Frauenuniversität Kōbe
- Frauenuniversität Kōbe
- Shinwa-Frauenuniversität Kōbe
- Pharmazeutische Universität Kōbe
- Yamate-Universität Kōbe
- University of Marketing and Distribution Sciences

#### Internationale Schulen
- Marist Brothers International School (Montessori-12), in Suma-ku, gegründet 1951
- Canadian Academy (K-12), auf Rokkō Island, gegründet 1913
- St. Michael’s International School, eine kleine britische Grundschule in Sannomiya, gegründet 1946
- Deutsche Schule Kōbe – European School, in Nada-ku, gegründet 1909, englischer Zweig seit 2001
- Mikage International Preschool in Higashinada-ku und Ashiya International School in Ashiya, gegründet 1963
- Ecole Francaise du Kansai, in Higashinada-ku (Mikage-Grundschule)
- Norwegische Schule, in Higashinada-ku
- Kōbe Zhonghua Tongwen School (China), in Chūō-ku
- Hyōgo Chōsen Gakuen (Korea), in Chūō-ku